# Ferrari 612 Scaglietti
La 612 Scaglietti è un'autovettura coupé prodotta dalla Ferrari dal 2004 al 2011.

## La vettura

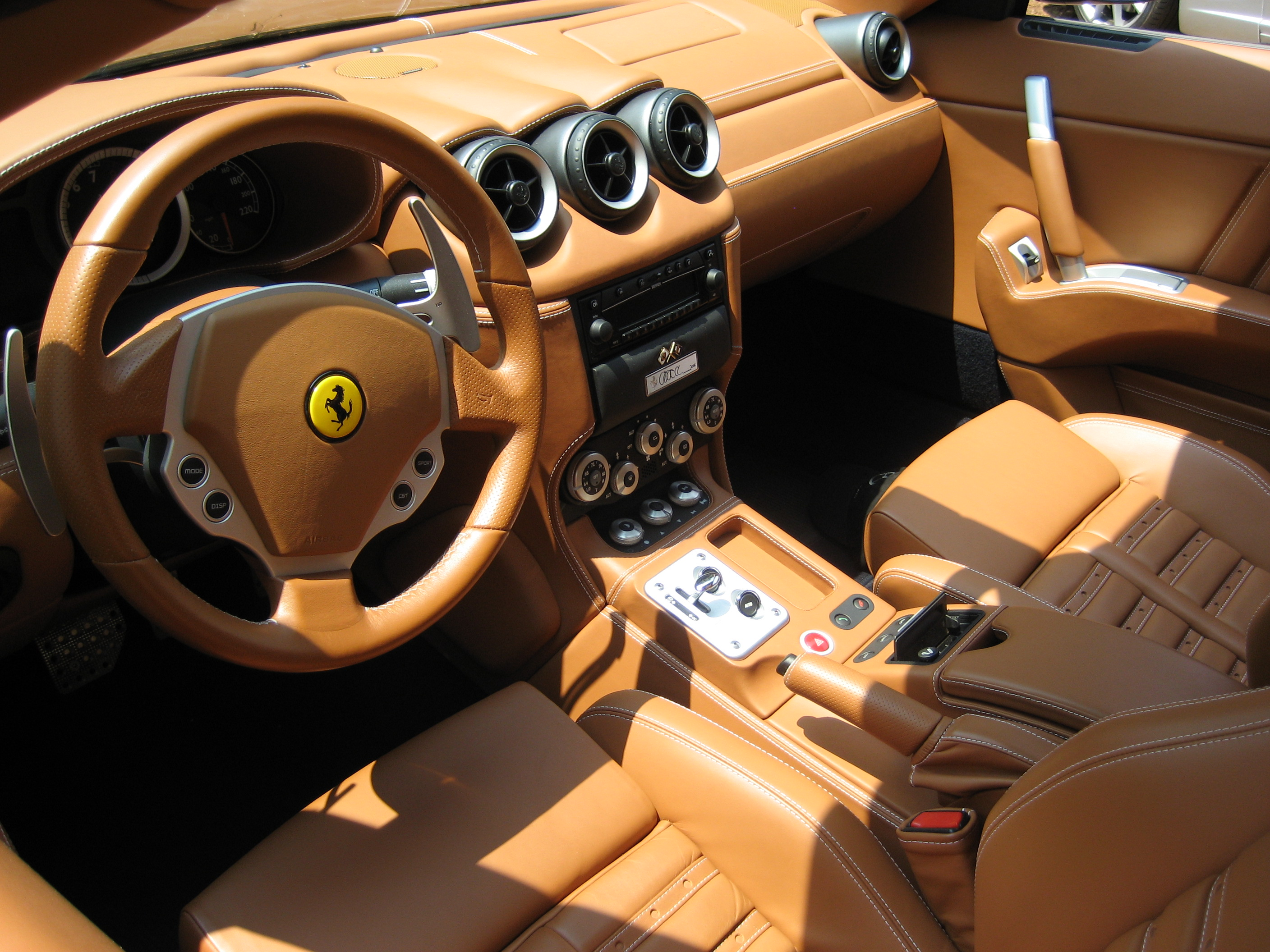
Gli interni della 612

È una coupé immatricolata come 2+2 posti, che è andata a sostituire la 456. Si tratta della seconda autovettura prodotta dalla casa di Maranello completamente in alluminio, dopo la 360 Modena.
Il motore, in comune con la 575M Maranello, è un 12 cilindri a V di 65º raffreddato ad acqua di 5748,36 cm³ con distribuzione bialbero a camme in testa con accensione ed iniezione elettronica Bosch Motronic ME7; la potenza erogata è di 540 CV e la coppia massima è di circa 590 N⋅m a 5.250 g/min.
La velocità massima è di 320 km/h con una accelerazione da 0 a 100 km/h in circa 4,2 s. La trazione è posteriore. Le sospensioni sono a quattro ruote indipendenti, con bracci trasversali e ad ammortizzatori idraulici con molle elicoidali. Il serbatoio di carburante ha la capienza di 110 l ; l'auto monta pneumatici 245/45-18" anteriori e 285/40-19" posteriori.
Il nome della coupé omaggia Sergio Scaglietti, storico designer che ha collaborato con la casa di Maranello sin dagli anni 1950 (a partire dalla 500 Mondial); il numero "612" è invece un omaggio alle vetture Ferrari delle competizioni Can-Am, e fa inoltre riferimento alla cilindrata di 6 litri e al motore 12 cilindri. Lo stile dell'autovettura si deve alla matita di Pininfarina, mentre la produzione della carrozzeria è delegata alla Carrozzeria Scaglietti di Modena.
Il prezzo di vendita partiva da oltre 272 000 euro.

## Versioni speciali

### 612 Scaglietti "Sessanta"

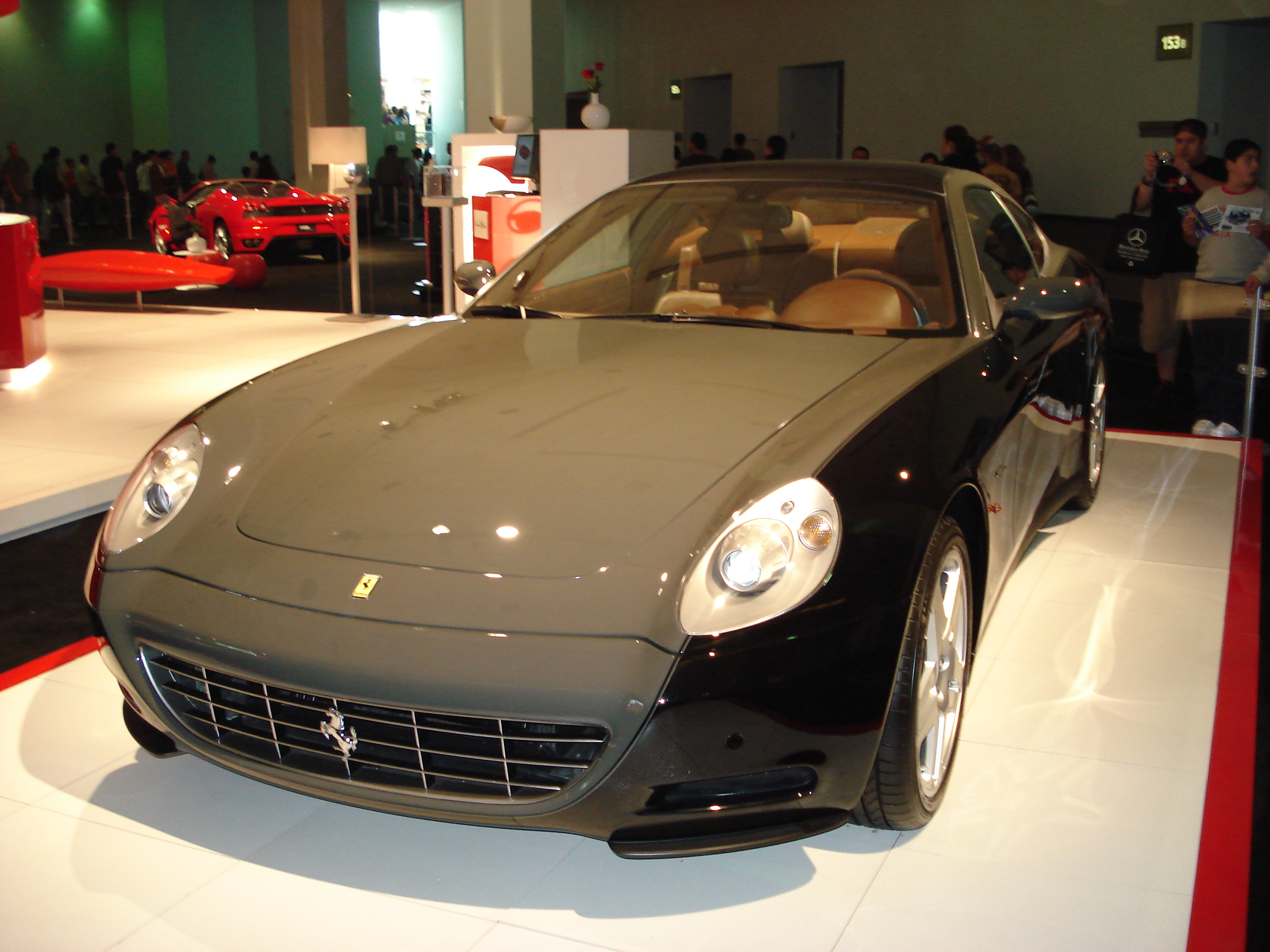
La 612 Scaglietti "Sessanta"

Per celebrare il 60º anniversario di fondazione della Ferrari, il 21 giugno 2007 è stata presentata alla stampa sul circuito di Fiorano (dopo essere stata annunciata all'inizio dell'anno), la versione "Sessanta" della 612 Scaglietti. La serie speciale, per la quale è prevista la produzione di 60 esemplari, è dotata di tetto panoramico in cristallo, verniciatura bicolore e finiture interne di particolare pregio.